# Quaqtaq
Quaqtaq – inuicka wioska w Nunavik w północnym Quebecu (Kanada). Znajduje się w administracji regionalnej Kativik w regionie administracyjnym Nord-du-Québec. Osada znajduje się na wschodnim wybrzeżu zatoki Diana, nieopodal miejsca, w którym cieśnina Hudsona łączy się z zatoką Ungawa. Wioska jest dostępna drogą lotniczą a w niektórych miesiącach również drogą wodną.
Nazwa osady oznacza "tasiemca". Według lokalnych przekazów nazwa pochodzi od myśliwego w odchodach którego znaleziono tasiemca.

## Historia
Badania archeologiczne wskazują, że ludzie zamieszkiwali okoliczne tereny od około 3500 lat. Ludzie Thule, przodkowie dzisiejszych Inuitów przybyli około XIV- XV wieku. 
Większość mieszkańców zamieszkiwała wcześniej osadę Iggiajaaq, gdzie znajdowały się faktorie handlowe: niezależnej firmy (1927-1938), Révillon Frères (1931-1936), Kompanii Zatoki Hudsona (1936-1940), która przejęła placówkę Révillon Frères i Kompanii Handlowej Baffina (1939-1949). Po zamknięciu ostatniej z placówek mieszkańcy przenieśli się kilka kilometrów na północny wschód, do Quaqtaq.
W 1947 roku otwarto misję katolicką. Po epidemii odry, na skutek której zmarło 11 dorosłych w 1952 roku, Rząd Kanady zdecydował dostarczyć podstawową opiekę społeczności. W 1963 powstała stacja opieki. W latach sześćdziesiątych XX wieku Rząd Quebecu otworzył sklep i pocztę wyposażoną w radio-telefon. W 1974 roku sklep został przejęty  przez spółdzielnię. W 1978 roku, osada Quataq została oficjalnie zarejestrowana jako wieś nordycka.

## Literatura
Louis-Jacques Dorais: Quaqtaq : modernity and identity in an Inuit community. Toronto: University of Toronto Press, 1997, s. 132. ISBN 0-8020-7952-0. (ang.).